# Bench-press

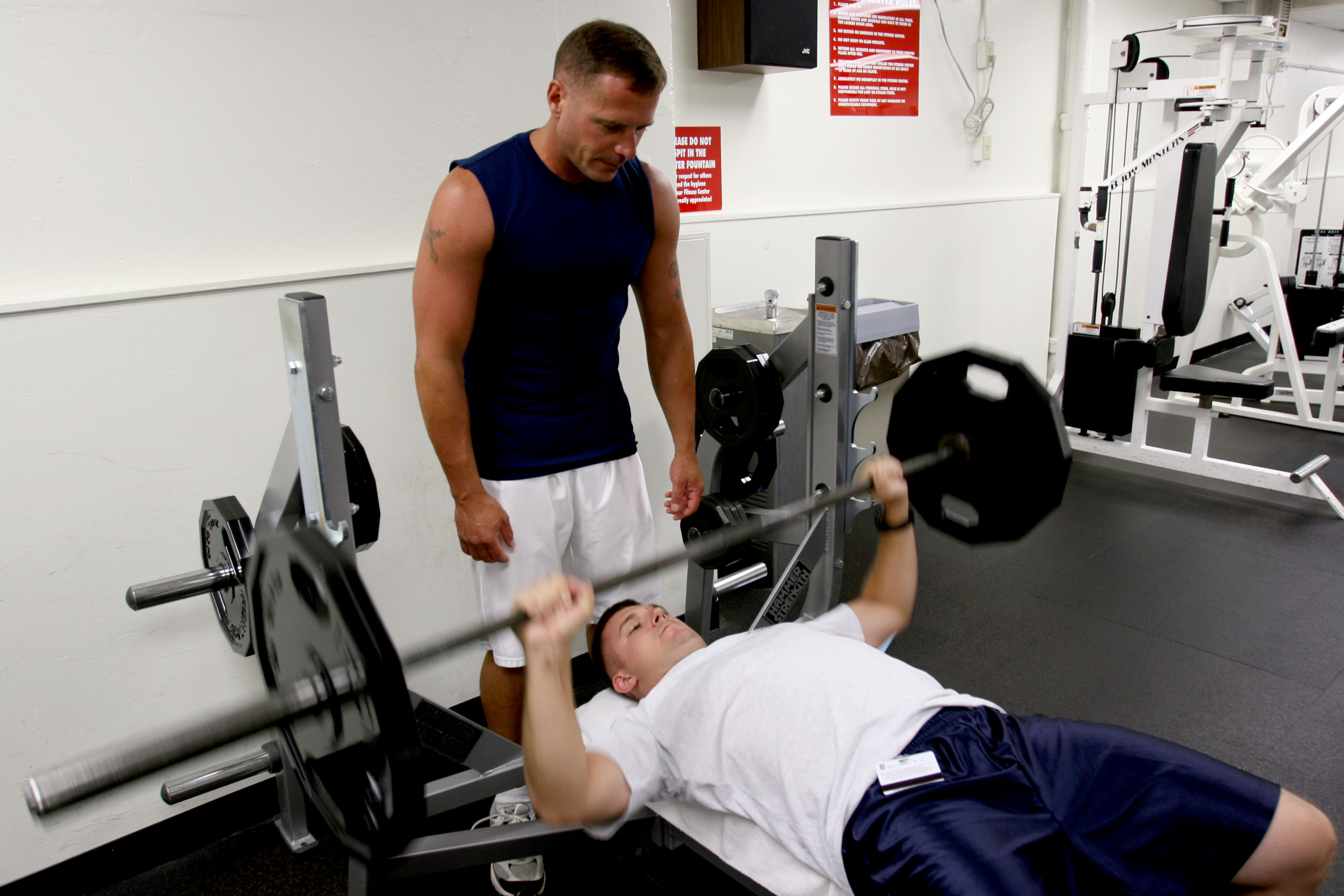
Bench-press

Bench-press (soupažný tlak v lehu na rovné lavici s velkou činkou) je posilovací cvik rozvíjející svaly primárně hrudníku a také rukou. Je jedním z hlavních zdvihů v silovém trojboji. Existují i jiné možnosti variace cviku (např. náklon lavice či úchop činky), které umožňují přesnější zaměření na různé svalové skupiny.

## Provedení cviku
Cvik se provádí v lehu na zádech na posilovací lavici. Činka je uchopena nadhmatem s nataženými pažemi, přičemž palce jsou položeny kolem činky. Kontrolovaně se spustí k hrudníku na úroveň prsních bradavek a následuje dynamický zdvih opět do napnutých paží k úrovni nad bradou. Pohyb musí být pomalý a plynulý. Nezbytnou roli hraje i držení těla. Pánev má být mírně podsazena a přitlačena k podložce, záda jsou mírně prohnuté a lokty rozvedeny do stran přibližně v úhlu 45°. Nohy jsou pevně opřeny o zem. Důležité je i dýchání - když člověk spouští činku dolů následuje nádech a když ji zdvihá, následuje výdech.
U tohoto cviku je doporučena přítomnost druhé osoby, která zejména při větších vahách pomůže cvičícímu sundat činku ze stojanu, anebo v případě potřeby zabrání tomu, aby činka při nemožnosti dalšího opakování zůstala cvičícímu ležet na hrudi. U tohoto cviku je potřeba správná technika, aby se předešlo možným zraněním.

## Zapojené svaly
- Velký prsní sval (m. pectoralis major)

- Deltový sval (m. deltoideus)

- Trojhlavý sval pažní (m. triceps brachii)

- Malý prsní sval (m. pectoralis minor)

## Obměny cviku

### Varianty úchopů
Existují tři varianty úchopů. Každý z nich zatěžuje zapojené svaly s různou intenzitou.
1. Střední úchop v šíři ramen je základní držení činky při bench-pressu. 
  - Tato varianta zatěžuje všechny uvedené svaly rovnoměrně.
2. Úzký úchop aktivuje zejména úsek prsního svalu blíže začátku svalu při kosti hrudní a trojhlavý sval pažní.
3. Široký úchop přenáší účinnost a zatížení prsních svalů do stran, blíže k úponu.

### Sklon lavice
1. Základní cvik se provádí na rovné lavici. 
  - Pro správný růst svalů je však žádoucí zařazovat i cvičení na šikmé lavici, kdy je podle sklonu zapojována jiná část velkého prsního svalu.
2. Tlak v lehu hlavou vzhůru více aktivuje horní část prsního svalu.
3. Tlak v lehu hlavou dolů naproti tomu zatěžuje hlavní dolní část velkého prsního svalu. Poloha hlavou dolů je však nezvyklá a může ztěžovat prostorovou orientaci. Tento sklon lavice není nezbytný.

### Obměna s jednoručními činkami
Pokud se místo s velkou činkou cvičí se dvěma jednoručními činkami, prsní svaly se během cvičení účinněji protahují.

## Možná zranění
Pokud cvik není proveden se správnou technikou, může se tak naskytnout některé zranění spojené právě s bench-pressem.
- Nejčastější zranění
  - Poranění rotátorové manžety
  - Impingment syndrom
  - Poranění akromioklavikulárního kloubu
  - Natržení prsního svalu
  - Poranění loktů nebo zápěstí